# Coleocephalus cucullatus
Coleocephalus cucullatus är en plattmaskart som först beskrevs av Arthur Dendy 1897.  Coleocephalus cucullatus ingår i släktet Coleocephalus och familjen Geoplanidae. Inga underarter finns listade i Catalogue of Life.